# Biografisch Woordenboek van Nederland
 (avril 2021).
Si vous disposez d'ouvrages ou d'articles de référence ou si vous connaissez des sites web de qualité traitant du thème abordé ici, merci de compléter l'article en donnant les références utiles à sa vérifiabilité et en les liant à la section « Notes et références ».
Pour les articles homonymes, voir BWN.
Le Biografisch Woordenboek van Nederland (BWN) est un dictionnaire biographique néerlandais, qui contient des biographies de personnalités néerlandaises. Il a pris la suite du Nieuw Nederlandsch Biografisch Woordenboek (NNBW).
C'est en 1971 que l'historien I. Schöffer, de Leyde, a pris l'initiative de poursuivre le Nieuw Nederlandsch Biografisch Woordenboek. La première partie du BWN a été publiée en 1979. La sixième et dernière partie a été publiée en 2009.
Les biographies du BWN ont été écrits par plusieurs auteurs différents. Depuis 2002, toutes les biographies sont disponibles gratuitement en ligne à l'Institution for Dutch History, basée à La Haye.